# Stygia australis
Stygia australis is een vlinder uit de familie houtboorders (Cossidae). De wetenschappelijke naam is voor het eerst geldig gepubliceerd in 1804 door Latreille.
De soort komt voor in Europa.